# 蒙瑟夫·馬佐基
蒙瑟夫·馬佐基（阿拉伯语：‎，1945年7月7日—），突尼斯人权活动家、政治家和医生。2011年12月12日，他当选第四任总统，成为2011年革命后首位民主选举产生的总统。

## 早年
他毕业于法国的斯特拉斯堡大學的医学专业。1979年回到突尼斯，在苏塞创办了一家医疗中心和非洲预防虐待儿童协会，并加入了突尼斯人权同盟。年轻时他到印度学习甘地的非暴力抵抗运动。后来他还到南非了解那里的种族隔离的转变过程。
他曾担任阿拉伯人权委员会主席，2011年1月17日卸任主席后继续担任该组织的执行委员。

## 从政
2001年他创建了世俗主义政党——保卫共和大会党。2002年，该党由于反对本·阿里政权而被取締，因此蒙塞夫流亡法国继续活动。
2011年初，突尼斯发生茉莉花革命，本·阿里政权被推翻，保卫共和大会党于2011年1月20日获得合法地位。
该党在2011年10月23日的突尼斯制宪议会选举中获得29席，次于伊斯兰复兴运动党的89席名列第二。

## 总统
2011年12月12日，突尼斯制宪议会以155票赞成、3票反对、2票弃权以及44张空白的废票的结果，选举馬佐基为总统。馬佐基在当选后表示：“能承担这最宝贵的责任，担任人民、国家和这场革命的保证人，我深感骄傲”。

### 卸任
他在2014年总统选举第一轮中获得1,092,418票，得票率33.43%，与得票第一的前总理贝吉·凯德·埃塞卜西在12月举行的第二轮中对决。第二轮中他获得1,378,513张选票，以44.32%的得票率败于对手。